# Ладислав Шпачек
Ладислав Шпачек (нар. 17 серпня 1949, Острава) - чеський письменник, телевізійний журналіст та телеведучий, педагог, популяризатор суспільного етикету, колишній речник президента Вацлава Гавела, батько чеського режисера Радима Шпачека.

## Біографія
Закінчив Педагогічний факультет в Остравському університеті та Філософський факультет Карлового університету в Празі, де пізніше викладав історичний розвиток чеської граматики. У 1988–1989 роках був членом КПЧ, проте після падіння комуністичного режиму у Чехословаччині він стверджував, що це було необхідним для збереження посади викладача.
Працював журналістом у новинах на чехословацькому телебаченні (1990-1992) та речником президента Вацлава Гавела (1992-2003). Є також відомим завдяки своїм книгам, які присвячені пропаганді суспільного етикету.
Під час чеських парламентських виборів 2013 року Шпачек висловив підтримку правим партіям ТОП 09 та ГДП. У 2018 році розкритикував теледебати між Їржі Драгошем та Мілошем Земаном, а також негативно висловився щодо прямих виборів голови держави.
Ладислав Шпачек організовує лекції, присвячені етикету, спілкуванню зі ЗМІ тощо. Був ведучим програми Etiketa (укр. Етикет) на телеканалі ČT1.
Одружений із Евою Шпачковою, від неї має двох дітей: Радима Шпачека та Дарію Шпачкову.